# クリスティアン・アングラオ
クリスティアン・アングラオ（Christian Ingrao、1970年5月13日 - ）は、フランスの歴史学者で、フランス国立科学研究センター（CNRS）の研究部長であり、社会科学高等研究院の研究センターである社会学・政治学研究センター（CESPRA）の研究責任者である。
ナチズムと戦争暴力の歴史が専門で、特に東部戦線におけるナチスの武装とドイツの暴力行為の文化史に焦点を当てる。2008年から2013年まで、現代史研究所所長を務めた。

## 経歴

### 生い立ちと学歴
オーヴェルニュ地方クレルモン＝フェランに生まれ、アンブロワーズ・ブルジェールの高校で学ぶ。クレルモンフェランII大学、パリ・ソルボンヌ大学で研究を続ける。1995年に学位取得、2001年にはピカルディ大学で、ステファン・オドアン＝ルゾーとゲルハルト・ヒルシュフェルトの指導のもと、「ナチス親衛隊 情報局の知識人、1900-1945」という歴史学の博士論文を提出し、2016年には大学教員資格論文を提出した。

### キャリア
2001年から2004年まで、ハンブルク州立科学文化振興財団で博士研究員として研究を行う。
大戦の歴史博物館（IHTP）の准研究員で、ワーキンググループ「戦争の暴力、 20世紀における比較アプローチ」の共同リーダー兼科学コーディネーター、また、プロジェクト「国境地帯 1848年から1945年の帝国の粉砕地帯におけるアイデンティティ、民族性、暴力」のフランスでのコーディネーターを務める（ブラウン大学、ミネソタ大学、スタンフォード大学、ライプツィヒのサイモン・デュブナウ研究所との共同研究）。ハンブルガー社会学研究所（ドイツ）で「ナチスの暴力の文化史、パルチザンと闘う政策の事例 - 東部戦線（ポーランド、ソ連、バルカン半島）1939-1945」」というプロジェクトで研究を続けている。
2005年から2008年まで、CNRSの研究員、現代史研究所の副所長、パリ政治学院の講師を務める。
2008年6月、ファブリス・ダルメイダの後任として、現代史研究所所長に就任した。2013年12月、この任務の終了に伴い、クリスチャン・ドゥラージュが後任として就任した。
ドキュメンタリー映画『アインザッツグルッペン: 死の部隊』（ミハエル・プラザン監督、2009年）、『最後まで：ヨーロッパのユダヤ人の滅亡』（ウィリアム・カレル、ブランシュ・フィンジェ監督、2014年）制作に参加した。

## 著作

### 単著
- Les chasseurs noirs - Essai sur la Sondereinheit Dirlewanger[2][3]、Paris、Éditions Perrin、2006年
  - (英訳) The SS Dirlewanger Brigade: The History of the Black Hunters、Phoebe Green 訳、Skyhorse publishing、2011年
  - (ポーランド語訳) Czarni mysliwi Brygada Dirlewangera、Czarne、2011年
  - (チェコ語訳) Černí lovci: dosud neodhalené zločiny speciální bojové jednotky SS Dirlewanger、Víkend、2009年
- Croire et détruire : les intellectuels dans la machine de guerre SS、 Paris、 Fayard、2010年[4].
  - (日本語訳)ナチスの知識人部隊、吉田春美 訳、河出書房新社、2012年
  - (ドイツ語訳)Hitlers Elite: die Wegbereiter des nationalsozialistischen Massenmords、Enrico Heinemann ＆ Ursel Schäfer 共訳、 Bundeszentral für Politische Bildung、Bonn、2012年[5][6]
  - (イタリア語訳) Credere, distruggere. Gli intellettuali delle SS、Einaudi、2012年
  - (英訳) Believe and Destroy: Intellectuels in the SS War Machine、Polity、2013年
  - (ポルトガル語訳) Crer e destruir. Os intelectuais na maquina de guerra da SS nazista、André Telles 訳、Zahar、2015年
  - (スペイン語訳) Creer y destruir. Los intelectuales en la máquina de guerra de las SS、José Ramón Monreal 訳、Acantilado、2017年
- Le nazisme et la guerre、Reims、2011年
- La promesse de l'Est - Espérance nazie et génocide (1939-1943)[7][8][9]、éditions du Seuil、2016年
  - (英訳) The Promise of the East: Nazi Hopes and Genocide, 1939-43、Andrew Brown 訳、Polity Press、2018年、320 p.

### 共編著・あとがき
- Hitler、Johann Chapoutot共著、PUF、2018年、212 p.
- Les urgences d'un historien[10]、Philippe Petit 共著、 Paris、éditions du Cerf、2019年、136 p.
- Le Soleil noir du paroxysme、Odile Jacob 訳、Paris、2021年、312 p.[11][12]
- （あとがき）Dossier historique sur les malgré-nous dans la bande dessinée Le Voyage de Marcel Grob[13]、Futuropolis、2019年
- （共編著）Participation à l'ouvrage dirigé par Xavier Delacroix、L'Autre siècle[14]、Fayard、2018年